# Liste der Biografien/Sof
Liste der Biografien |
Portal Biografien |
Personensuche
# |
A |
B |
C |
D |
E |
F |
G |
H |
I |
J |
K |
L |
M |
N |
O |
P |
Q |
R |
S |
T |
U |
V |
W |
X |
Y |
Z |
?
 
Sa |
Sb |
Sc |
Sd |
Se |
Sf |
Sg |
Sh |
Si |
Sj |
Sk |
Sl |
Sm |
Sn |
So |
Sp |
Sq |
Sr |
Ss |
St |
Su |
Sv |
Sw |
Sy |
Sz
 
Soa |
Sob |
Soc |
Sod |
Soe |
Sof |
Sog |
Soh |
Soi |
Soj |
Sok |
Sol |
Som |
Son |
Soo |
Sop |
Sor |
Sos |
Sot |
Sou |
Sov |
Sow |
Sox |
Soy |
Soz
Die Liste der Biografien führt alle Personen auf, die in der deutschsprachigen Wikipedia einen Artikel haben. Dieses ist eine Teilliste mit 85 Einträgen von Personen, deren Namen mit den Buchstaben „Sof“ beginnt.

## Sof
- Sof, Wjatscheslaw Iwanowitsch (1889–1937), Oberkommandierender der sowjetischen Seekriegsflotte

### Sofa
- Sofa, Ahmed (1943–2001), bangladeschischer Schriftsteller, Denker und Dichter
- Sofaer, Abraham (1896–1988), britischer Film- und Theaterschauspieler birmanischer Herkunft

### Sofe
- Sofer, Adi (* 1987), israelischer Fußballspieler
- Sofer, Avraham Schmuel Binjamin (1815–1871), ungarischer Rabbiner und Rosch Jeschiwa
- Sofer, Chaim (1821–1886), ungarischer Rabbiner
- Sofer, Dalia (* 1972), US-amerikanische Autorin iranischer Herkunft
- Sofer, Jakow Chajim (1870–1939), charedischer Rabbiner, Talmudist, Posek und Kabbalist
- Sofer, Johann (1901–1970), österreichischer Romanischer Philologe
- Sofer, Moses (1762–1839), orthodoxer Rabbiner
- Sofer, Opal (* 1997), israelische Fußballspielerin
- Sofer, Rena (* 1968), US-amerikanische SchauspielerinRena Sofer (* 1968)

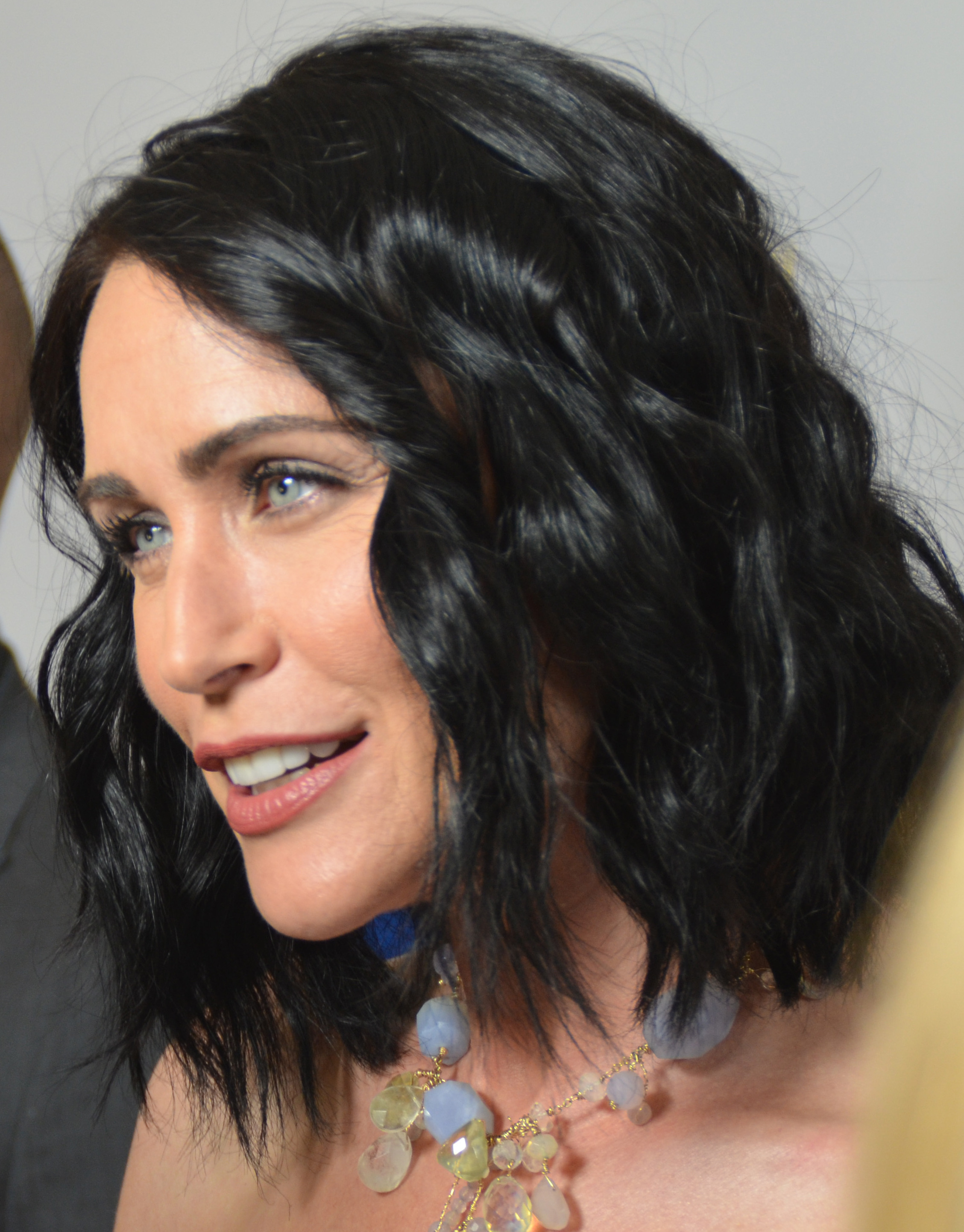
Rena Sofer (* 1968)

### Soff
- Soff, Gerhard (1949–2004), deutscher Physiker
- Soffa, Mary Lou, US-amerikanische Informatikerin und Hochschullehrerin
- Soffan Sanron (* 2006), thailändischer Fußballspieler
- Soffé, Elisabeth (1888–1966), deutsch-mährisch-österreichische Schriftstellerin
- Soffel, Alicia (* 1999), deutsche Handballspielerin
- Soffel, Doris (* 1948), deutsche Opernsängerin (Mezzosopran)
- Soffel, Heinrich (* 1936), deutscher Geophysiker
- Soffer, Adam (* 1987), neuseeländischer Eishockeyspieler
- Soffer, Avy, israelischer mathematischer Physiker
- Soffer, Jesse Lee (* 1984), US-amerikanischer Schauspieler
- Soffers, Jasper (* 1973), niederländischer Jazzmusiker (Piano, Komposition)
- Soffía Arnþrúður Gunnarsdóttir (* 1987), isländische Fußballspielerin
- Soffia, Angelica (* 2000), italienische Fußballspielerin
- Soffici, Ardengo (1879–1964), italienischer Kunstkritiker, Illustrator und Maler des Futurismus
- Soffici, Filippo (* 1970), italienischer Ruderer
- Soffie (* 1999), deutsche SängerinSoffie (* 1999)

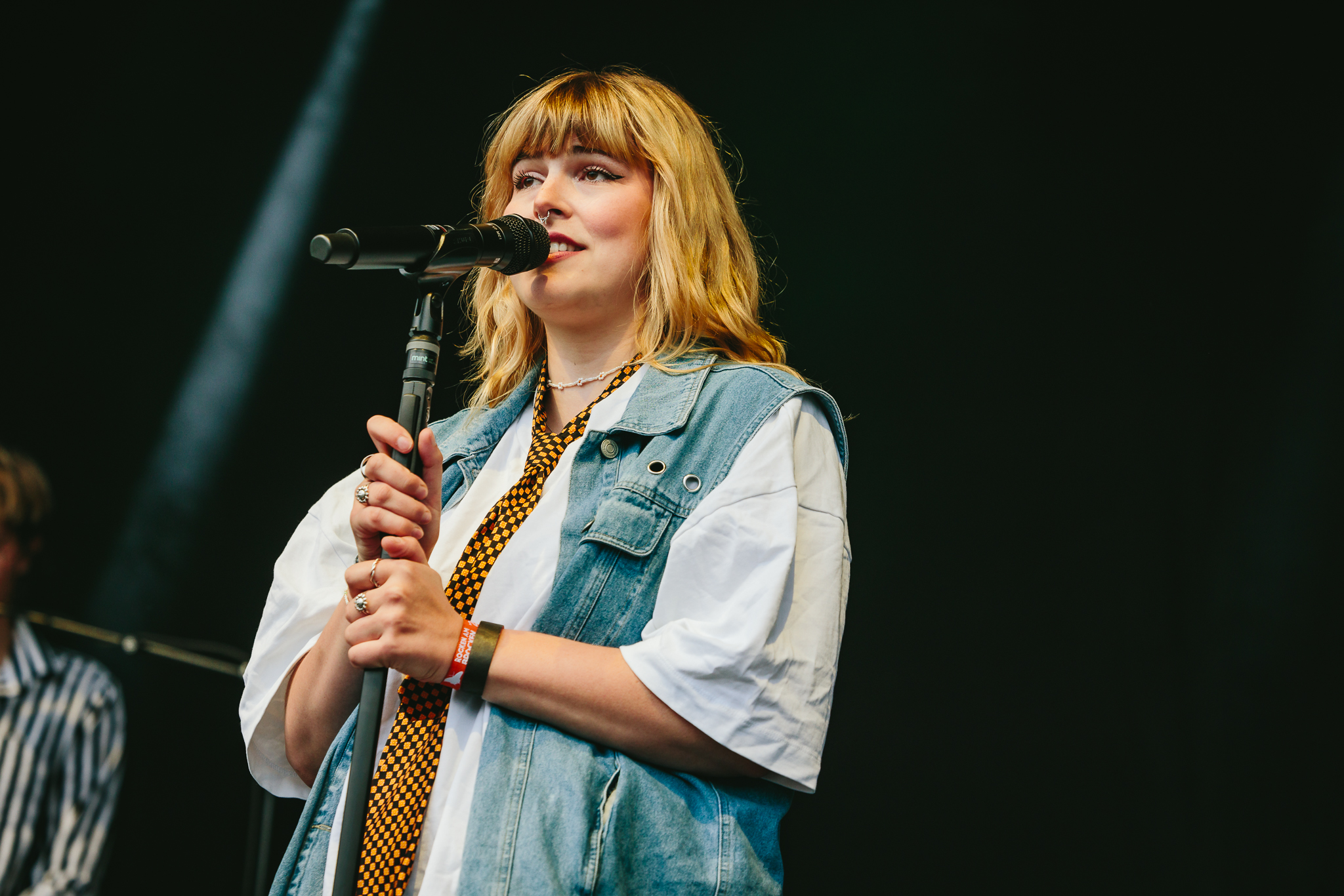
Soffie (* 1999)

- Soffietti, Joseph (1912–2007), italienisch-französischer Radrennfahrer
- Soffietti, Luigi, italienischer Automobilrennfahrer
- Söffing, Günter (1927–2008), deutscher Richter am Bundesfinanzhof
- Söffing, Jan (* 1954), deutscher Politiker (FDP), MdL
- Söffing, Otto (1875–1952), deutscher Zeitungsredakteur
- Söffing, Tilly (1932–2023), deutsche Tänzerin
- Söffker, Linda (* 1969), deutsche Festivalkuratorin und Kuratorin von Filmreihen
- Söffner, Jan (* 1971), deutscher Romanist, Komparatist und Kulturtheoretiker
- Söffner, Karl (1773–1837), deutscher Jurist
- Soffner, Luis (* 1990), US-amerikanischer Fußballspieler

### Sofi
- Sofi, Nadja (* 1988), schwedisch-US-amerikanisch-eritreische Schauspielerin
- Sofia Alexejewna (1657–1704), Regentin von Russland (1682–1689)
- Sofia Jagiellonka (1464–1512), polnische Prinzessin, Markgräfin von Brandenburg-Kulmbach und Brandenburg-Ansbach
- Sofia Palaiologa († 1503), byzantinische Prinzessin, russische Großfürstin
- Sofia von Dänemark († 1286), schwedische Königin
- Sofia von Litauen (1371–1453), Großfürstin von Moskau
- Sofia von Schweden (* 1984), schwedische Adelige, Herzogin von VärmlandSofia von Schweden (* 1984)

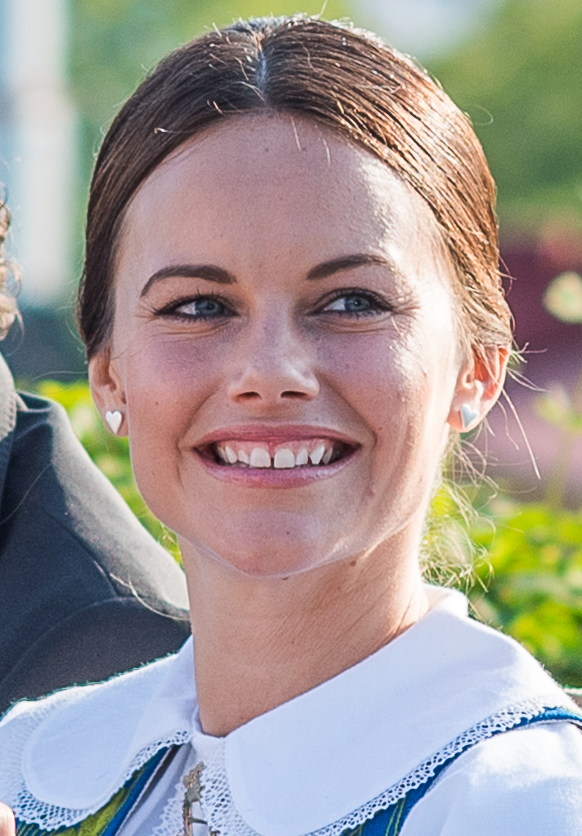
Sofia von Schweden (* 1984)

- Sofía, Frida (* 1992), mexikanisch-US-amerikanische Sängerin, Songschreiberin, Schauspielerin, Model und Designerin
- Sofia, Michael J. (* 1958), US-amerikanischer Chemiker und Pharmakologe
- Sofia, Vinicio (1907–1982), italienischer Schauspieler und Synchronsprecher
- Sofiane (* 1986), französischer Rapper und Schauspieler
- Sofiane, Youssef (* 1984), französisch-algerischer Fußballspieler
- Sofianska, Maria, bulgarische Pianistin und Musikpädagogin
- Sofie Magdalena (1622–1658), Fürstin von Nassau-Dillenburg
- Sofijanski, Stefan (* 1951), bulgarischer Politiker, MdEP und Ministerpräsident
- Sofiyeva, Pərixanım (1884–1953), aserbaidschanische Politikerin
- Soʻfizoda, Muhammadsharif (1869–1937), usbekischer Dichter

### Sofj
- Sofjan, Harutjun (* 1983), armenischer Tennisspieler
- Sofjin, Pawel Aslanbekowitsch (* 1981), russischer Kugelstoßer

### Sofk
- Sofka, Walter (1906–2000), österreichischer Schauspieler und Regisseur

### Sofo
- Sofo, Vincenzo (* 1986), italienischer Politiker
- Sofoulis, Themistoklis (1860–1949), griechischer Politiker und Ministerpräsident
- Sofoulis, Zoë (* 1954), Medienwissenschaftlerin

### Sofr
- Sofri, Adriano (* 1942), italienischer Politiker, Intellektueller, freier Journalist, AutorAdriano Sofri (* 1942)

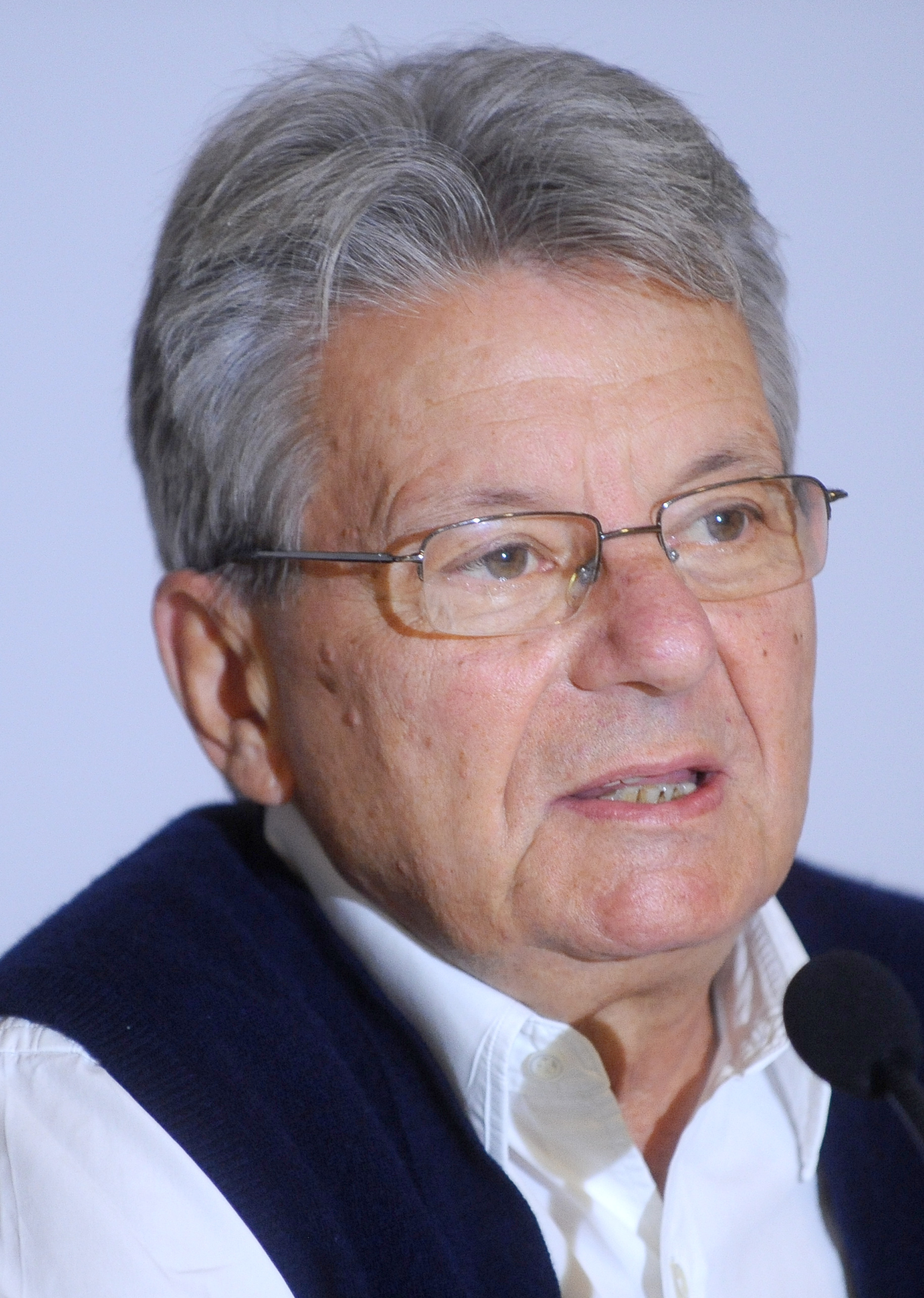
Adriano Sofri (* 1942)

- Sofron, István (* 1988), ungarischer Eishockeyspieler
- Sofron, Joan (* 1965), rumänischer Designer, Künstler und Kunstprofessor
- Șofronie, Daniela (* 1988), rumänische Kunstturnerin
- Sofronieva, Tzveta (* 1963), deutsche Dichterin, Essayistin und Prosaautorin
- Sofronitsky, Viviana, russisch-kanadische Pianistin
- Sofronizki, Wladimir Wladimirowitsch (1901–1961), sowjetischer Pianist und Musikpädagoge
- Sofronow, Anatoli Wladimirowitsch (1911–1990), russischer Schriftsteller
- Sofronow, Michail Wiktorowitsch (* 1929), sowjetischer Sinologe und Sprachwissenschaftler

### Sofs
- Sofsky, Wolfgang (* 1952), deutscher Soziologe und Publizist

### Soft
- Softa, Ivan (1906–1945), jugoslawischer Schriftsteller und Kulturfunktionär
- Softić, Adnan (* 1975), bosnischer Videokünstler und Autor
- Softic, Almer (* 2003), österreichischer Fußballspieler
- Softic, Erwin (* 2001), österreichischer Fußballspieler
- Softley, Iain (* 1956), britischer Filmregisseur und -produzent

### Sofu
- Sofu Mehmed Pascha († 1649), osmanischer Staatsmann und Großwesir
- Sofuoğlu, Ali (* 1995), türkischer Karateka
- Sofuoğlu, Bahattin (1978–2002), türkischer Motorradrennfahrer
- Sofuoğlu, Bahattin (* 2003), türkischer Motorradrennfahrer
- Sofuoglu, Gökay (* 1962), deutscher Verbandsfunktionär
- Sofuoğlu, Kenan (* 1984), türkischer MotorradrennfahrerKenan Sofuoğlu (* 1984)

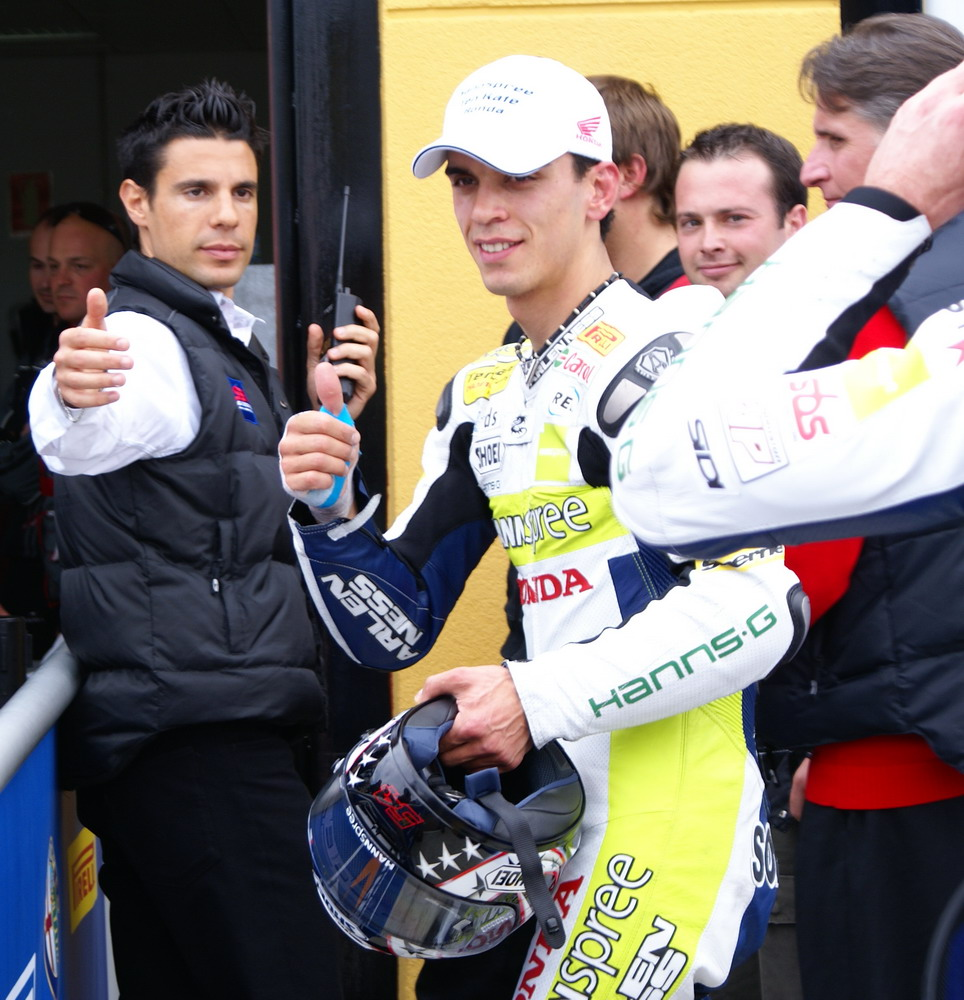
Kenan Sofuoğlu (* 1984)

- Sofuoğlu, Sinan (1982–2008), türkischer Motorradrennfahrer
- Sofuoğlu, Turhan (* 1965), türkischer Fußballspieler und -trainer

### Sofw
- Sofwan, Ahmed Bey, indonesischer Diplomat